# Автошлях Т 2407
Автошля́х Т 2407 — територіальний автомобільний шлях у Черкаській області. Проходить територією Черкаського району від перетину з Н01 до Кам'янки. Загальна довжина — 2,3 км.

## Маршрут
Автошлях проходить через такі населені пункти:
| Автошлях Т 2407   |     |
| Черкаська область |     |
| Черкаський район  |     |
|                   | Н01 |
| Кам'янка          |     |